# Andrij Stadnyk
Andrij Stadnyk (Stadnik) (ukrajinsky Андрій Стадник (Стаднік)), (* 15. dubna 1982, Viňkivci, Sovětský svaz) je bývalý ukrajinský zápasník – volnostylař, olympijský medailista z roku 2008.

## Sportovní kariéra
Narodil se do rodiny bývalého amatérského zápasníka Volodymyra Stadnyka. Zápasení se věnoval odmala společně se svým bratrem Romanem a sestrou Janou. Připravoval se ve Lvově, kde poznal svojí ženu Mariju, zápasnici reprezentující Ázerbájdžán. V ukrajinské seniorské reprezentaci se prosadil v roce 2005. V roce 2008 startoval na olympijských hrách v Pekingu ve výborné formě. Ve finále se utkal s Ramazanem Şahinem z Turecka a prohrál na základě dodatečných kritérií. Získal stříbrnou olympijskou medaili. V dalších letech výkonnostně stagnoval. V roce 2012 se na olympijské hry v Londýně nekvalifikoval a následně ukončil sportovní kariéru. Věnuje se trenérské práci.

## Výsledky
| Turnaj             | 2005       | 2006       | 2007       | 2008       | 2009       | 2010       | 2011       | 2012       |
| Turnaj             | 23         | 24         | 25         | 26         | 27         | 28         | 29         | 30         |
| Turnaj             | lehká váha | lehká váha | lehká váha | lehká váha | lehká váha | lehká váha | lehká váha | lehká váha |
| ------------------ | ---------- | ---------- | ---------- | ---------- | ---------- | ---------- | ---------- | ---------- |
| Olympijské hry     |            |            |            | 2.         |            |            |            | —          |
| Mistrovství světa  | —          | 3.         | 5.         |            | 8.         | 16.        | 9.         |            |
| Mistrovství Evropy | 3.         | —          | 13.        | 7.         | 1.         | 8.         | —          | 7.         |